# Мовчання води
Мовчання води (італ. Il silenzio dell'acqua) — італійський мінісеріал 2019 року режисера П'єра Беллоні, який транслювався на «Canale 5» з 8 березня по 24 березня 2019 року. Було оголошено, що мінісеріал продовжено на другий сезон, показ якого відбудеться восени 2020 року.

## Синопсис
У приморському містечку зникла 16-річна Лаура Манчіні, дочка Анни (Валентина Д'Аґостіно), власниці місцевого бару. Поліція починає розслідування, яке очолює Андреа Балдіні (Джорджіо Пасотті). Незабаром до розслідування долучається Луїза Феррарі (Амбра Анджоліні). 
Розслідування проллє світло на темний бік життя та таємниці, які приховує зовні тихе та успішне приморське містечко, у якому практично нічого не відбувається. 

## У ролях
- Амбра Анджоліні — Луїза Феррарі
- Джорджіо Пасотті — Андреа Балдіні
- Валентина Д'Аґостіно — Анна Манчіні
- Карлотта Натолі — Марія
- Фаусто Марія Шіараппа — Дон Карло
- Томас Трабаккі — Джованні
- Камілла Філіппі — Роберта
- Марио Сґуелья — Франко Пірані
- Дієґо Рібон — Паоло Ґаласо
- Джордано Де Плано — Ніко Ґрімальді
- Лоренцо Адорні — Макс
- Клаудіо Кастроджованні — Діно Марінеллі
- Катерина Біасіол — Лора Манчіні
- Ріккардо Марія Манера — Маттео
- Сабріна Мартіна — Ґрація
- Клаудія Стечер — Єва

## Епізоди
| № серії | Назва серії                         | Режисер(и)   | Сценарист(и)                   | Оригінальна дата показу | Глядачів США (млн) |
| ------- | ----------------------------------- | ------------ | ------------------------------ | ----------------------- | ------------------ |
| 1       | «Перший епізод» «Prima puntata»     | П'єр Беллоні | Жан Людвіґ та Леонардо Валенті | 24 березня 2019         | 3 364 000          |
| 2       | «Другий епізод» «Seconda puntata»   | П'єр Беллоні | Жан Людвіґ та Леонардо Валенті | 25 березня 2019         | 3 193 000          |
| 3       | «Третій епізод» «Terza puntata»     | П'єр Беллоні | Жан Людвіґ та Леонардо Валенті | 5 січня 2003            | 2 840 000          |
| 4       | «Четвертий епізод» «Quarta puntata» | П'єр Беллоні | Жан Людвіґ та Леонардо Валенті | 24 березня 2019         | 3 143 000          |